# Феолепіота золотиста
Феолепіота золотиста (Phaeolepiota aurea) — монотипний вид грибів роду Феолепіота (Phaeolepiota). Сучасну біномінальну назву надано у 1927 році.

## Морфологічна характеристика
Суха шапинка напівкуляста 5–25 см у діаметрі, з віком опукла, розпростерта, з бурим горбком. Має колір золотисто-жовтий, золотисто-коричневий, іржаво-жовтий, до центру стає темніша, оксамитово-волокниста. На шапинці видно зернисту лускатість, що поступово зникає, часто з рештками загального покривала по краю. Тонкі густі пластинки трохи прирослі, білуваті, пізніше вохристо-бурі. Спори іржаво-коричневі. Циліндрична пряма ніжка 9–20×1,5–3 см, світло-жовтувата. Має лійкоподібне відстаюче кільце, під яким вона такого ж кольору і фактури, що й шапинка. М'якуш білий, на зламі стає жовтим, з кислуватим запахом, смачний.

## Життєвий цикл
Плодові тіла з'являються у серпні–листопаді.

## Поширення та середовище існування
Росте у листяних та хвойних лісах (на галявинах), у парках (під кущами), інколи в кропиві, часто на місцях пожеж, край доріг, зрідка на залишках гнилої деревини в Євразії, Північній Америці. В Україні відомий з Правобережного Полісся, Лівобережного Лісостепу, Харківського Лісостепу, Гірського Криму.

## Практичне використання
Їстівний гриб.

## Природоохоронний статус
Включений до третього видання Червоної книги України (2009 р.).